# Palazzo Cesi

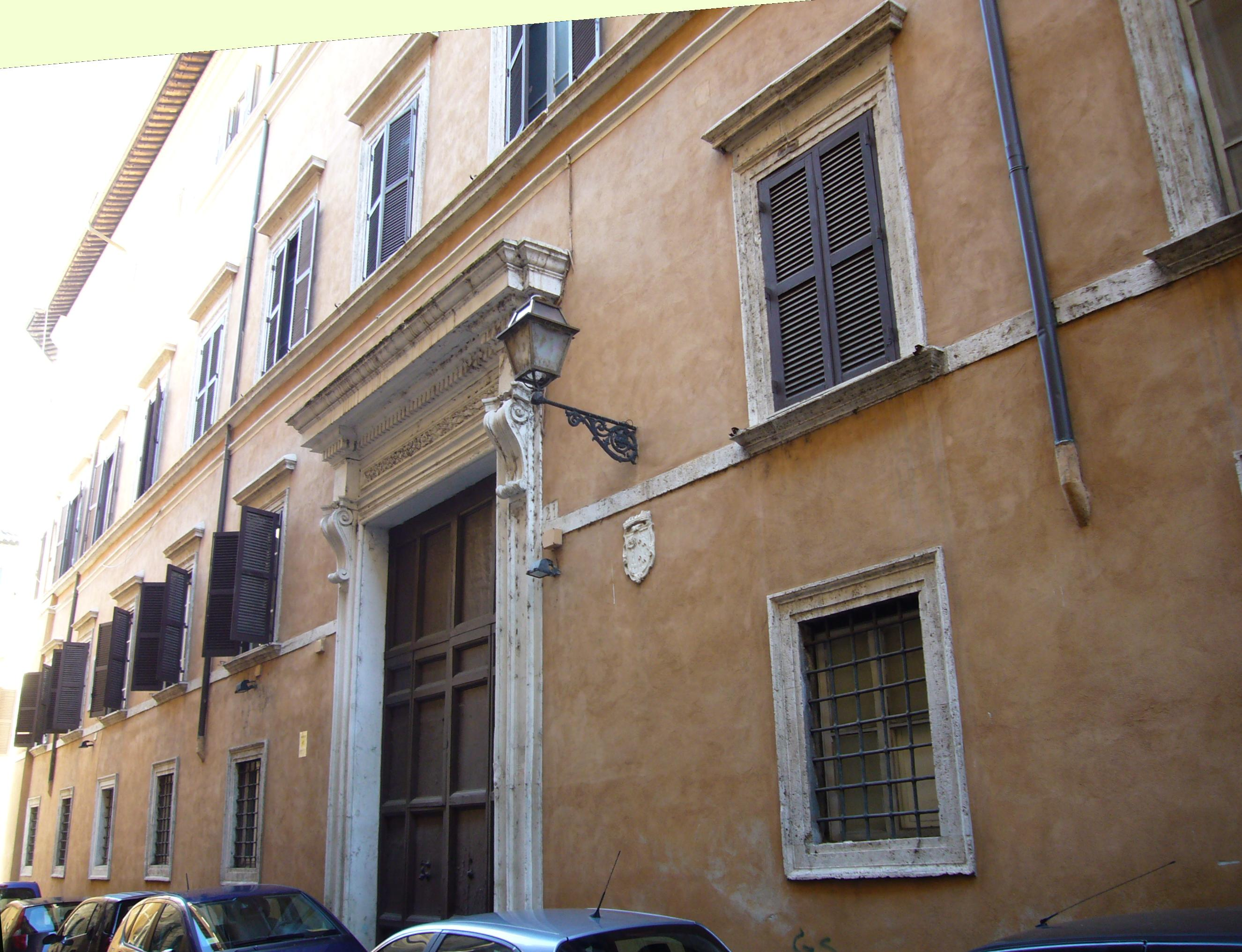
Palazzo Cesi – Eingang von der Via della Maschera d’oro

Der Palazzo Cesi ist ein Palast in Rom. Er steht in der Via Acquasparta, in der Nähe des Ponte Umberto I, nördlich der Piazza Navona im Rione Ponte.
Der Palast wurde von der Florentiner Kaufmannsfamilie Gaddi errichtet. Dank Reproduktionen, die heute in der Albertina in Wien aufbewahrt werden, hat man noch eine gute Vorstellung von der damaligen Ausstattung mit Fresken, ausgeführt von Polidoro da Caravaggio und Maturino da Firenze.
1567 erwarb Angelo Cesi, Kardinal und Bischof von Todi, den Palast; drei Jahre später verkaufte er ihn an Ugo Buoncompagni. Als Buoncompagni 1572 zum Papst Gregor XIII. gewählt wurde, gab er den Palast an die Familie Cesi zurück. Die Cesi ließen die Renaissancefassade bestehen und erneuerten nur das Portal in der Via della Maschera d’ Oro; die Innenräume ließen sie komplett neu gestalten. Auf der Rückseite fügten sie einen Garten an. Im Palazzo Cesi gründete Federico Cesi 1603 die Accademia dei Lincei, der unter anderem auch Galileo Galilei beitrat.
Der Palast blieb bis 1798 im Besitz der Familie und wechselte danach mehrmals den Besitzer.
1940 wurde das Gebäude für das Kriegsministerium enteignet.
Heute ist der Palazzo Cesi Sitz der Allgemeinen Militäranwaltschaft (Uffici giudiziari militari superiori). In dieser Verwendung wurde er durch den „Schrank der Schande“ bekannt, einen Aktenschrank, der von 1960 bis 1994 versiegelt war und Akten über NS-Kriegsverbrechen wie das Massaker von Sant’Anna di Stazzema enthielt.
Einen weiteren Palazzo Cardinal Cesi oder Palazzo Cesi Armellini in der Via della Conciliazione 51 erwarb Kardinal Pierdonato Cesi. 